# Джурадж I Балшич
Джурадж I Балшич (*серб. Ђурађ Балшић, д/н —13 січня 1378) — князь Зети у 1362—1378 роках.

## Життєпис
Походив з династії Балшичів. Син Балши I, князя Зети. Про дату народження Джураджа замало відомостей. Ймовірно зі старшим братом Страцімиром допомагав батькові у боротьбі за владу в приморській Зеті.
У 1362 році Джурадж разом з братами переміг та вбив Джураша Ілліча (засновник династії Црноєвичів), правителя Верхньої Зети, і приєднав його землі до володінь Балшичів. Незабаром після цього помер Балша I, і Джурадж разом з братами Страцімиром і Балшою Молодшим розділив владу в Зеті. серед дослідників точаться дискусії стосовно того, був старшим правителем. Іноді таким називають Джураджа, а Страцімира вважають його співправителем.
Прагнучи приєднати інші Дуклянський землі, 1363 року Джурадж I разом з Страцімиром спробували підкорити Котор, але зіткнулися з протидією албанського правителя Карла Топіі. Навесні 1364 року Джурадж Балшич зазнав поразки й потрапив у полон до Топії. У в'язниці Джурадж I провів до 1366 року. Отримав волю після клопотання жителів Дубровника.
Першою справою стало підкорення міста Бар, влада якого вплатила Балшичі 2 тис. дукатів данини. Слідом за цим Джурадж Балшич у 1368 році спробував знову захопити Котор. Мешканці останнього у відповідь стали формувати антизетську коаліцію, звернувшись по допомогою до Венеціанської республіки, папи римського Урбана V і сербського імператора Стефана Уроша. У 1369 році разом з братом перейшов на католицтво.
Один із сербських жупанів, Нікола Алтоманович, був оголошений протектором Котора. Втім після того як Котор визнав сюзеренітет королівства Угорщина, 1370 року Алтоманович сам напав на місто. У відповідь Джурадж I уклав союз з Вукашином Мрнявчевичем, правителем Прилепа. Але плани сплутало вторгнення османів до Македонії у 1371 році. У битві на Мариці Вукашин і Углеша Мрнявчевичі були вбиті. Джурадж Балшич як зять Вукашина приєднав до своїх володінь міста Прізрен і Печ.
Того року Джурадж I приєднався до нової коаліції проти Алтомановича, до якої увійшли також боснійський бан Твртко I, сербський князь Лазар Хребелянович і князь Нікола Горянський. Їх підтримали Дубровницька республіка і угорський король Людовик I Анжу. Алтоманович зазнав нищівної поразки, був узятий в полон і засліплений в Ужиці. Союзники поспішили поділити його землі. Джурадж Балшич отримав Требін'є, Конавле, Драчевіце і Слано.
З цього моменту Джурадж I став незалежним правителем Зети, оскільки Сербська імперія припинила своє існування. 1373 році після смерті брата Страцімира став одноосібним володарем Зети. 1375 році уклав союзницькій договір з Дубровницькою республікою.
В 1377 році Джурадж I вступив в конфлікт з Твртко I, в результаті чого зазнав поразки й втратив Оногошт, Пива, Брезніцу, а пізніше Нікшич, Требін'є, Конавле і Драчевіце. Помер у 1379 році, передавши владу братові Балші II.

## Родина
1. Дружина — Олівера, донька Вукашина Мрнявчевича
Діти:
- Єлизавета (д/н-1344)
- Гоїслава (д/н-1398), дружина сербського шляхтича Радіча Санковича

2. Дружина — Теодора, донька сербського деспота Деяна
Діти:
- Кошта (д/н-1402), князь Крої
- Євдокія, дружина Есо ді Буондельмонті, деспота Епіру

1 бастард